# Buon ordine
In matematica, un buon ordine o buon ordinamento su un insieme S è una relazione d'ordine su S con la proprietà che ogni sottoinsieme non vuoto di S ha un elemento minimo secondo questo ordine. L'insieme S associato al buon ordine è detto insieme ben ordinato.

## Descrizione
Se {\displaystyle a,b} sono due elementi dell'insieme bene ordinato {\displaystyle S}, l'insieme {\displaystyle \{a,b\}} ha un minimo, dunque o {\displaystyle a\leq b} o {\displaystyle b\leq a}; ne segue che un buon ordinamento è anche un ordine totale.
Esempi:
- L'ordine standard dei numeri naturali è un buon ordine.
- L'ordine standard dei numeri interi non è un buon ordine perché, ad esempio, l'insieme dei numeri negativi non ha un elemento minimo.
- L'ordine standard dei numeri reali positivi non è un buon ordine perché, ad esempio, l'intervallo (0,1) non ha un elemento minimo.

In un insieme ben ordinato non possono esistere catene discendenti infinitamente lunghe. Usando l'assioma della scelta si può dimostrare che questa proprietà è equivalente alla proprietà di essere ben ordinato; è inoltre chiaramente equivalente al Lemma di Zorn.
L'insieme degli interi negativi non è ben ordinato dalla relazione minore di, ma è comunque possibile definire una relazione diversa che ben ordina gli interi negativi. Per esempio la seguente definizione fornisce una relazione che ordina bene gli interi negativi: x < y, se |x| < |y|, o se |x| = |y| e x < y.
In ogni insieme ben ordinato A ogni elemento x tranne al più uno (il più grande) ha un successore unico: il più piccolo elemento di A maggiore di x.
Non ogni elemento, però, ha un predecessore. Possono esistere più elementi che non hanno un predecessore. Ad esempio si consideri l'insieme costituito dall'unione di due copie dei numeri naturali. Definiamo l'ordine in modo tale che ogni elemento della seconda copia è maggiore di ogni elemento della prima copia mentre all'interno di ciascuna copia si usa l'ordine generato dalla relazione minore di. Questo è un insieme ben ordinato ed è di solito indicato da ω + ω. Si noti che ogni elemento ha un successore, ma due elementi mancano di un predecessore: lo zero della prima copia e lo zero della seconda.
Se un insieme è ben ordinato la tecnica dell'induzione transfinita può essere usata per dimostrare che una proposizione è vera per tutti gli elementi dell'insieme.
Il teorema del buon ordinamento, che è equivalente all'assioma della scelta, afferma che ogni insieme può essere ben ordinato.

## Esempio

### Numeri naturali
L'ordinamento standard ≤ dei numeri naturali è un buon ordinamento e ha la proprietà aggiuntiva che ogni numero naturale non nullo ha un predecessore unico.
Un altro buon ordinamento dei numeri naturali si ottiene definendo che tutti i numeri pari sono minori di tutti i numeri dispari e l'ordinamento standard si applica all'interno dei numeri pari e dei numeri dispari:
{\displaystyle {\begin{matrix}0&2&4&6&8&\dots &1&3&5&7&9&\dots \end{matrix}}}
Questo è un buon ordinamento che ha tipo d'ordine ω + ω. Ogni elemento ha un successore e due elementi non hanno un predecessore: 0 e 1.